# Бабич-Декань, Трофим Петрович
Трофим Петрович Бабич-Декань (15 марта 1900 — 24 декабря 1972) — советский хозяйственный, государственный и политический деятель.

## Биография
Родился 15 марта 1900 года на хуторе Мизины в Полтавской губернии в семье крестьянина-батрака. Член ВКП(б) с 1920 г.
Окончил земское четырёхклассное училище, Руновшанскую министерскую двухгодичную школу, Полтавскую городскую высше-начальную школу, один курс историко-филологического факультета Полтавского вечернего народного университета (1917—1918).
В 1918—1919 гг. работал канцелярским писцом в Полтавской казенной палате. Участник партизанской борьбы с деникинцами.
В 1920 году стал слушателем полтавских губернских юридических курсов. В 1923 году поступил в Харьковский институт народного хозяйства, из которого был отчислен в 1924. С 1929 по 1931 учился в Академии Коммунистического Воспитания имени Н. К. Крупской.
С 1920 года — на хозяйственной, общественной и политической работе.
В 1920—1938 гг. — народный судья в Площанской волости Полтавской губернии, на политической работе в РККА (1922—1923).
В 1924 г. направлен в Донбасс, возглавил окружной комитет незаможних селян, избирался секретарем Петровского райпарткома.
В конце 1925 года назначен заведующим окружным отделом народного образования, по совместительству работал редактором окружной газеты «Червона заря».
В 1931—1933 ответственный редактор газеты «За коммунистическое просвещение».
С мая 1933 г. — в Западной Сибири, начальник Политотдела Усть-Сосновской машинно-тракторной станции Топкинского района, с января 1935 г. 1-й секретарь Славгородского районного комитета ВКП(б), с января 1936 г. заведующий Отделом печати Западно-Сибирского краевого комитета ВКП(б), с мая 1937 г. 1-й секретарь Бийского районного комитета ВКП(б).
С 13 сентября 1937 по август 1938 председатель Организационного комитета Президиума ВЦИК РСФСР по Алтайскому краю.
В августе 1938 года снят с должности с формулировкой «как не справившийся с работой».
Избирался депутатом Верховного Совета СССР 1-го созыва.
Орден Ленина (1934) — «за боевое самоотверженное выполнение директив партии и правительства о социалистическом переустройстве деревни, за выдающуюся массово-политическую и организаторскую работу по мобилизации масс колхозного крестьянства, обеспечившую успешное завершение государственных заданий колхозами и МТС в 1933 г., подъём материального и культурного уровня колхозников и колхозниц и укрепление колхозов».
В 1942 году — начальник Главзапсиблеса Наркомлеса СССР.
Умер на 73-м году жизни 24 декабря 1972 года. Похоронен на старой части Байкового кладбища вместе с женой и сыном.